# Carry That Weight
〈Carry That Weight〉는 비틀즈의 곡이다. 《Abbey Road》에 수록되어 발표, 음반을 닫는 절정 부분에 위치하고 있는 이 곡은 비틀즈 네 명의 보컬이 들어간 흔치않은 곡이다. 〈Golden Slumbers〉로부터 이어져서 이후 〈The End〉로 계속 이어진다.
금관악기, 전자 기타, 보컬이 나오는 미들 브리지에서는 〈You Never Give Me Your Money〉의 도입부를 반복하고 있지만, 가사가 다르다. 후렴에서는 〈You Never Give Me Your Money〉의 끝에서 따온 아르페지오 기타 연주가 반복된다. 조지 해리슨과 에릭 클랩튼이 공동 작곡한 〈Here Comes the Sun〉, 〈Badge〉의 형태와도 비슷하다. 곡은 폴 매카트니가 썼지만 레논-매카트니 명의로 발표되었다.

## 작곡과 녹음
음악 평론가 이언 맥도널드는 가사가 비틀즈가 자신들이 개별적으로는 성취하지 못했을 것이라 인정하면서, 언제나 비틀즈의 과거를 짊어져야 하는 그들을 나타낸 것이라고 설명한다. 매카트니는 곡이 비틀즈의 사업 업무의 어려움과 당시 애플사에 맴돌던 공기에 대해 쓴 것이라고 말한다. 영화 《존 레논의 이메진》에서 레논은 매카트니가 "우리 모두를 노래한 것"이라고 말했다.
비틀즈는 〈Golden Slumbers〉/〈Carry That Weight〉를 하나의 형태로서 1969년 7월 2일 녹음했다. 매카트니, 해리슨, 매카트니는 두 곡을 위해 15테이크를 녹음했다. 레논은 스코틀랜드에서의 차 사고로 병원에 입원했기 때문에 출석하지 못했다. 리듬 트랙에는 매카트니의 피아노, 해리슨의 베이스 기타, 스타의 드럼이 포함되어 있다. 최고라고 생각한 13테이크와 15테이크는 7월 3일 함께 편집했다. 다음날 매카트니는 자신의 리드 보컬과 리듬 기타, 해리슨의 리드 기타, 그리고 세 명의 후렴 가창을 오버더빙했다. 7월 30일, 그들은 7월 9일 세션에 합류한 레논의 것을 포함한 보컬을 추가로 집어넣었다. 7월 31일에는 보컬, 팀파니, 드럼을 더 오버더빙했다. 오케스트라는 8월 15일 녹음했다.

## 참여 인원
- 폴 매카트니 - 리드 보컬, 피아노, 리듬 기타, 코러스 보컬
- 조지 해리슨 - 베이스 기타, 리드 기타, 코러스 보컬
- 링고 스타 - 드럼, 팀파니, 코러스 보컬
- 존 레논 – 코러스 보컬

제작
- 조지 마틴 – 프로듀서, 편곡

오케스트라
- 크레딧 미기재 – 바이올린 12, 비올라 4, 첼로 4, 더블 베이스, 호른 4, 트럼펫 3, 트롬본, 베이스 트롬본

맥도널드와 마크 루이손 제공

## 참고 문헌
- Lewisohn, Mark (1988). 《The Beatles Recording Sessions》. New York: Harmony Books. ISBN 0-517-57066-1.
- MacDonald, Ian (2005). 《Revolution in the Head: The Beatles' Records and the Sixties》 Seco Revis판. London: Pimlico (Rand). ISBN 1-84413-828-3.
- Miles, Barry (1997). 《Paul McCartney: Many Years From Now》. New York: Henry Holt and Company. ISBN 0-8050-5249-6.